# Antoine Dénériaz
Antoine Dénériaz (Bonneville (Haute-Savoie), 6 maart 1976) is een Franse voormalige alpineskiër. In 2006 in Turijn won hij de afdaling en werd daarmee olympisch kampioen op dat onderdeel. Die titel behaalde hij op 12 februari 2006 op de piste van Sestriere. Het is de grootste van zijn in totaal vier overwinningen.

## Erelijst
2003
- Wereldbekerwedstrijd in Val Gardena, afdaling
- Wereldbekerwedstrijd in Lillehammer, afdaling

2004
- Wereldbekerwedstrijd Val Gardena, afdaling

2006
- Olympische Spelen in Turijn, afdaling

1948: Henri Oreiller ·
1952: Zeno Colò ·
1956: Toni Sailer ·
1960: Jean Vuarnet ·
1964: Egon Zimmermann ·
1968: Jean-Claude Killy ·
1972: Bernhard Russi ·
1976: Franz Klammer ·
1980: Leonhard Stock ·
1984: Bill Johnson ·
1988: Pirmin Zurbriggen ·
1992: Patrick Ortlieb ·
1994: Tommy Moe ·
1998: Jean-Luc Crétier ·
2002: Fritz Strobl ·
2006: Antoine Dénériaz ·
2010: Didier Défago ·
2014: Matthias Mayer ·
2018: Aksel Lund Svindal ·
2022: Beat Feuz
- Bibliothèque nationale de France: cb15500145z (data)
- International Standard Name Identifier: 0000 0000 1117 9262
- Virtual International Authority File: 17528030